# Ruža Tomašić
Ruža Tomašić (ur. 10 maja 1958 w Mladoševicy) – chorwacka działaczka społeczna i polityczna, policjantka, parlamentarzystka krajowa, eurodeputowana VII, VIII i IX kadencji, założycielka Chorwackiej Partii Prawa dr. Ante Starčevicia.

## Życiorys
Urodziła się w pobliżu miejscowości Maglaj na terenie Bośni i Hercegowiny. Wychowywała się w rodzinie wielodzietnej, w wieku 15 lat wyemigrowała do Kanady, dołączając do mieszkającej w Toronto zamężnej siostry. Pracowała w różnych zawodach, kształciła się w Ontario Police College, szkołę tę ukończyła w 1981. Następnie służyła w kanadyjskiej policji w Toronto i Vancouver, zajmując się m.in. zwalczaniem przestępczości nieletnich i handlu narkotykami.
W 1990 wróciła do Chorwacji na zaproszenie prezydenta Franja Tuđmana, zajmowała się ochroną wysokich urzędników rządowych. W 1992, po zdiagnozowaniu u niej choroby nowotworowej, wyjechała na leczenie z powrotem do Kanady. Udzielała się wówczas jako statystka w serialach telewizyjnych.
W 1998 przyjechała na stałe do Chorwacji. Działała w Chorwackiej Partii Prawa, została wiceprzewodniczącą tego ugrupowania. W wyborach w 2003 uzyskała mandat posłanki do Zgromadzenia Chorwackiego, który wykonywała do końca kadencji. Jednocześnie udzielała się jako działaczka społeczna przeciwdziałająca narkomanii. W 2009 opuściła HSP i założyła nowe ugrupowanie pod nazwą Chorwacka Partia Prawa dr. Ante Starčevicia. W wyborach w 2011 jako jedyna przedstawicielka tego ugrupowania została wybrana do parlamentu.
W pierwszych w historii Chorwacji wyborach do Parlamentu Europejskiego w 2013 kierowana przez nią HSP AS startowała w koalicji m.in. z Chorwacką Wspólnotą Demokratyczną. Koalicja wygrała w głosowaniu, zdobywając 6 z 12 mandatów, jeden z nich przypadł Ružy Tomašić. W 2014 Ruža Tomašić ponownie podjęła wyborczą współpracę z centroprawicą, ponownie uzyskując mandat eurodeputowanej. W tym samym roku opuściła swoje ugrupowanie, dołączając później do powołanej przez swoich współpracowników Chorwackiej Partii Konserwatywnej, którą kierowała w latach 2015–2017. W 2019 została wybrana na IX kadencję Europarlamentu z ramienia koalicji Hrvatski suverenisti. W 2020 ponownie uzyskała mandat posłanki do Zgromadzenia Chorwackiego (jednakże zrezygnowała z jego czynnego wykonywania, pozostając w PE). Z końcem czerwca 2021 zrezygnowała z zasiadania w Parlamencie Europejskim.